# Преступление (роман)
«Преступление» (англ. Crime) — роман 2008 года шотландского писателя Ирвина Уэлша, продолжение книги «Дерьмо».
Издание в России:
- Уэлш, И. Преступление. М.: АСТ, 2010. 978-5-17-060353-4 (рус.)

## Сюжет
Шотландский детектив Рэй Леннокс получает долгожданный отпуск и вместе со своей молодой невестой летит в Майами. Пьяный загул детектива в один из вечеров отпуска приводит его в дом двух американок. На глазах Леннокса дочку одной из хозяек дома пытаются изнасиловать. Рэй разбирается с бандитами, но на следующее утро события принимают неожиданный поворот.

## Экранизации
- Преступление. Телесериал британской стриминговой платформы BritBox, анонсированный в июле 2020 года. Стал первой экранизацией произведений Ирвина Уэлша для малого экрана.[1] Роль Леннокса исполнил Дугрей Скотт[2].